# 1,3-beta-D-glucano fosforilasi
La 1,3-beta-D-glucano fosforilasi è un enzima appartenente alla classe delle transferasi, che catalizza la seguente reazione:
(1,3-β-D-glucosile)n + fosfato ⇄ (1,3-β-D-glucosile)n-1 + α-D-glucosio 1-fosfato
L'enzima agisce su un ampio raggio di β-1,3-oligoglucani, e sui glucani del tipo della laminarina. È diverso dalla 1,3-beta-oligoglucano fosforilasi (numero EC 2.4.1.30) e dalla laminaribiosio fosforilasi (numero EC 2.4.1.31).